# NoSQL
Нерелационната база данни (на английски: Not only Structured Query Language, NoSQL) предоставя механизъм за съхранение и възстановяване на данни, който използва свободен съгласуван модел за разлика от по-често ползваната релационна база данни. Ползите на този подход включват хоризонтално мащабиране. Нерелационната база данни е най-често добре оптимизирано хранилище, съдържащо информация от тип ключ-стойност. Предназначението ѝ е да улесни процесите по възстановяване и добавяне на информация, с цел оптимизиране на производителността. Нерелационната база данни намира значима и нарастваща роля в real-time web и big data приложенията. Нерелационните системи са наричани „Not only SQL“ в превод „Не само база данни“ за да се подчертае, че те в действителност позволяват употребата на езици за търсене различни, но сходни на тези в SQL.
Нерелационната база данни има разпределена и устойчива на повреди архитектура, като обектите с информация се съхраняват на няколко сървъра. По този начин системата може да се предпази като добавя повече сървъри и тогава при повреда на сървър продължава да работи. Този тип база данни се разширява хоризонтално и се използва за управлението на голямо количество от данни, когато производителността (в реално време) е по-важна от последователността (както в индексирането на голям брой документи, обслужващите страници на натоварените сайтове и предоставянето на стриймове).
ACID vs BASE. Нерелационната база данни не могат непременно да дадат пълна гаранция за ACID (Atomicity, Consistency, Isolation, Durability). Обикновено съгласуваността е гарантирана или трансакциите са ограничени до един обект с информация. Това означава, че ако се даде достатъчно дълъг период от време, по време на който не се пращат промени, може да се очаква всички обновления да се разпространят в системата.

## История
За първи път терминът нерелационна база данни бива използван от Карло Строци през 1998 г. за да наименува неговата лека релационна база данни с отворен код, която не излага стандартния SQL интерфейс. Поради отклоняването на NoSQL движението от релационния модел, Строци предлага като по-подходящо наименованието „NoREL“.
Ерик Еванс (по това време служител на Rackspace) отново използва термина нерелационна база данни в началото на 2009 г., когато Йоан Оскарсон от музикалния уебсайт Last.fm поисква от него да организира събитие относно разпределени бази от данни с отворен код. Името използвано да постави етикет на появилите се и нарастващи по брой нерелационни, разпределени data stores (хранилище на данни на набор от интегрирани обекти), които не се опитват да гарантират ACID, който от своя страна е ключов атрибут на класическите релационни системи за управление на бази данни.

## Класификация
Съществуват различни подходи за класифициране на нерелационните база данни с различни категории и подкатегории. Поради различните подходи за определяне на нефункционалните изисквания и съвкупността от характеристики е трудно да се направи конкретен преглед на нерелационните бази данни. Все пак, класификацията, която може би е най-общоприета се базира на модела на данните. Част от нерелационните база данни и техните прототипи, класифицирани на базата на модела на данните са представени в следния списък:
-  Колона: Hbase, Cassandra, Accumulo
-  Документ : MongoDB, Couch, Raven
-  Ключ – стойност: Dynamo, Riak, Azure, Redis, Cache, GT.m
-  Граф: Neo4J, Allegro, Virtuoso, Bigdata
- Мултимодел: Oracle NoSQL Database, ZZZ Base, ArangoDB

## Класификации, базирани на модела на данните
Щефан Йен в своя пост „A yes for NoSQL taxonomy“ предлага следната класификация:
| Тип                                                              | Бази данни, в които се използва                                                       |
| ---------------------------------------------------------------- | ------------------------------------------------------------------------------------- |
| KV Хранилище                                                     | Keyspace Flare SchemaFree RAMCloud                                                    |
| KV Store – Eventually consistent                                 | Dynamo Voldemort Dynomite SubRecord Mo8onDb Dovetaildb                                |
| KV Подредено хранилище (KV Store – Ordered)                      | TokyoTyrant Lightcloud NMDB Luxio MemcacheDB Actord                                   |
| KV кеш (KV Cache)                                                | Memcached Repcached Coherence Infinispan EXtremeScale JBossCache Velocity Terracoqua  |
| Tuple хранилище (хранилище от тип наредена n-орка) (Tuple Store) | Gigaspaces Coord ApacheRiver                                                          |
| Обектни бази данни (Object Database)                             | ZopeDB DB40 Shoal                                                                     |
| Документно хранилище (Document Store)                            | CouchDB MongoDB Jackrabbit XML-Databases ThruDB CloudKit Prsevere Riak-Basho Scalaris |
| Широко-колонно хранилище (Wide Columnar Store)                   | Bigtable Hbase Cassandra Hypertable KAI OpenNeptune Qbase KDI                         |

## Класификация, която се базира на функционалност
Бен Скофилд категоризира нерелационните бази данни (cf. [Sco10]) въз основа на нефункционални категори и („(il)ities“) и рейтинг на съвкупността от функциите, които покриват.
| Модел на данните        | Производителност | Мащабируемост       | Гъвкавост | Сложност | Функционалност      |
| ----------------------- | ---------------- | ------------------- | --------- | -------- | ------------------- |
| Хранилище ключ-стойност | Висока           | Висока              | Висока    | Няма     | Променлива (нулева) |
| Колонно хранилище       | Висока           | Висока              | Средна    | Ниска    | Минимална           |
| Документно хранилище    | Висока           | Променлива (висока) | Висока    | Ниска    | Променлива (ниска)  |
| Граф бази данни         | Променива        | променлива          | Висока    | Висока   | Теория на графите   |
| Релациоонни бази данни  | Променлива       | променлива          | Ниска     | Средна   | Релационна алгебра  |

## Документни хранилища
Централната концепция, която стои зад документното хранилище е нотацията за „документ“. Докато всяка документно-ориентирана имплементация се различава според детайлите на тази дефиниция, като цяло, всички те приемат, че документите енкапсулират и кодират данните (или информацията) в някакви стандартни формати.
Използваните формати са: XML, YAML, JSON както и бинарни формати като BSON, PDF and Microsoft Office документи (MS Word, Excel и др.).
Различните имплементации предлагат различен подход към организирането и групираненето на документите:
- Колекции
- Тагове
- Невидими метаданни
- Йерархия на директориите

Ако направим аналогия с релационните бази данни, колекциите могат да се възприемат като таблици, а документите могат да се приемат за записи. Нерелационните и релационните база данни все пак има съществена разлика: всеки запис в таблицата при релационните бази данни има еднаква последователност от полета, докато документите в колекцията могат да имат полета, които са напълно различни.
Адресът на документите се представя в базата данни чрез уникален ключ, които идентифицира документа. Една от другите основни характеристики на документно-ориентираните бази данни е, че освен простото търсенето по ключ-документ или ключ-стойност, което може да се използва за извличане на документа, базите данни предоставят и потребителски интерфейс или език за заявки, които ще позволи докуметите да бъдат откривани въз основа на тяхното съдържание. Някои NoSQL документни хранилища предлагат алтернативен начин за извличане на информация, като използват MapReduce технологии. В CouchDB използването на MapReduce е задължително, ако се цели документиете да бъдата извличани на базата на съдържание. Това се нарича „Изгледи“ и представлява индексирана колекция с резултата от алгоритмите на MapReduce.
| Име                            | Език                           | Бележки |
| ------------------------------ | ------------------------------ | --- |
| BaseX                          | Java, XQuery                   | XML база данни XML database |
| Cloudant                       | Erlang, Java, Scala, C         | JSON хранилище (online услуга) |
| Clusterpoint                   | C++                            | XML, добавен за пълно текстово търсене Full text search                                                                                                   |
| Couchbase Server               | Erlang, C++                    | Поддържа JSON и документи в бинарен вид |
| Apache CouchDB                 | Erlang                         | JSON база данни |
| djondb                         | C++                            | JSON, ACID документно хранилище |
| ElasticSearch                  | Java                           | JSON, Търсачки |
| eXist                          | Java, XQuery                   | XML база данни |
| Jackrabbit                     | Java                           | Реализирана е като Java Content Repository |
| IBM Lotus Notes и Lotus Domino | LotusScript, Java, IBM X Pages | MultiValue |
| MarkLogic Server               | XQuery, Java, REST             | XML database – поддържа JSON, текст и бинарни формати |
| MongoDB                        | C++, C#, Go                    | BSON хранилище (бинарен формат JSON) |
| Oracle NoSQL Database          | Java, C                        | |
| OrientDB                       | Java                           | Поддържа JSON и SQL |
| Sedna                          | XQuery, C++                    | XML база данни |
| SimpleDB                       | Erlang                         | online услуга |
| OpenLink Virtuoso              | C++, C#, Java, SPARQL          | Хибрид между мидълуеър (софтуер, който стои между два или повече типа софтуер и превежда информацията между тях) и машина за база данни (database engine) |
| ZZZ Base                       | C++                            | MultiValue, JSON, XML |

## Граф бази данни
Граф базите данни (на английски: Graph database) са създадени за данни, чиито елементи са добре представени както графи (взаимосвързани елементи с неопределен брой отношения между тях). Типовете отношения могат да бъдат например социални отношения, връзки между линиите на градския транспорт, пътни карти, мрежови топологии и др.
| Име               | Език                  | Бележки |
| ----------------- | --------------------- | --- |
| AllegroGraph      | SPARQL                | RDF GraphStore |
| IBM DB2           | SPARQL                | RDF GraphStore добавена в DB2 10 |
| DEX               | Java, C++, .NET       | Високо производителна граф база данни |
| FlockDB           | Scala                 | |
| InfiniteGraph     | Java                  | Високо производителна, мащабируема разпределена граф база данни |
| Neo4j             | Java                  | |
| OpenLink Virtuoso | C++, C#, Java, SPARQL | Хибрид между мидълуеър (софтуер, който стои между два или повече типа софтуер и превежда информацията между тях) и машина за база данни (на английски: database engine) |
| OrientDB          | Java                  | |
| Sones GraphDB     | C#                    | |
| OWLIM             | Java, SPARQL 1.1      | RDF граф хранилище с аргументи |
| ZZZ Base          | C++                   | Високо производителна, мащабируема, разпределена мултимодел база данни - реализирана в единствен изпълним файл около 1 мегабайт                                         |

## Ключ–стойност хранилища
Ключ–стойност хранилищата (на английски: key-value stores) позволяват да съхранявате данни във формат, който не е таблица или схема. Данните могат да бъдат записани като стандартни типове данни, ползвани в програмните езици или като обект. Ето защо няма нужда да се използва фиксиран модел за данни. Съществуващите видове ключ–стойност хранилища са:

### Условно консистентни
- Apache Cassandra
- Dynamo
- Hibari
- OpenLink Virtuoso
- Project Voldemort
- Riak

### Йерархични
- GT.M
- InterSystems Caché

### Съхраняващи данните в памет с произволен достъп
- Memcached
- OpenLink Virtuoso
- Oracle Coherence
- Redis
- Tuple space
- Velocity
- IBM WebSphere eXtreme Scale
- Infinispan

### Съхраняващи на твърдия диск
- Aerospike
- BigTable
- Cdb
- Couchbase Server
- Keyspace
- LevelDB
- MemcacheDB
- MongoDB
- OpenLink Virtuoso
- Tarantool
- Tokyo Cabinet
- Tuple space
- Oracle NoSQL Database
- IBM WebSphere eXtreme Scale

### Подредени
- BerkeleyDB
- Foundation DB
- IBM Informix C-Isam
- MemcacheDB

## Обектни бази данни
- InterSystems Caché
- ObjectStore
- OpenLink Virtuoso
- Versant Object Database
- Wakanda
- ZODB